# Potamocypris saskatchewanensis
Potamocypris saskatchewanensis är en sötvattenlevande musselkräfta som beskrevs 1959 av Ferguson. Arten ingår i släktet Potamocypris och familjen Cyprididae. Holotypen samlades in i Kanada och inga underarter finns listade i Catalogue of Life.